# Brave Words & Bloody Knuckles
Brave Words & Bloody Knuckles (BW&BK) — канадский музыкальный журнал, посвящённый хард-року и металу. Был основан в 1994 году бывшим сотрудником журнала M.E.A.T., писавшим под псевдонимом «Metal», Тимом Хендерсоном и автором Мартином Попоффом. Помимо канадских, в журнале публикуются также авторы из США, Германии и Великобритании. BW&BK пишет о многих аспектах экстремальной музыки, известен своим акцентом на новости и интервью и меньшим вниманием к пинапам и прочим визуальным эффектам.
Веб-сайт журнала просматривают 20 000 уникальных посетителей в день, что издатели связывают с высокой частотой обновления новостной информации.